# آق‌سو، آنتالیا
اکسو، انتالیا (به لاتین: Aksu, Antalya) یک منطقهٔ مسکونی در ترکیه است که در استان آنتالیا واقع شده‌است.

## خصوصیات
اکسو ۴۵ متر بالاتر از سطح دریا واقع شده‌است.